# Cubonia
Cubonia es un género de hongos de la familia Ascobolaceae. El género contiene tres especies en Europa.